# Pigbag
Pigbag est un groupe de post-punk britannique, originaire de Cheltenham, en Angleterre. Actif entre 1980 et 1983, le groupe s'inspire du groove, funk et jazz, et est précurseur des fanfares funk des années 1990 et 2000.

## Biographie
Pigbag est formé à Cheltenham à la fin 1980 par Chris Hamlin, étudiant au Cheltenham Art College. Hamlin recrutera le multi-instrumentiste Roger Freeman, un vieil ami issu de sa ville natale Birmingham, aux côtés de Chris Lee à la trompette et James Johnstone, guitariste, assistant et saxophone alto, pour les premières jam sessions  qui finiront par évoluer vers la création de Pigbag. Le groupe jamme dans des parcs et à divers endroits de sa ville. Après deux mois, ils décident d'étendre leur formation et de répéter sérieusement. Ils recrutent Andrew « Chip » Carpenter à la batterie, et Mark « Miff » Smith à la basse, des camarades d'école de Johnstone, et anciens membres du groupe Hardware.
Le groupe commence les enregistrements en 1981 aux Berry Street Studios de Londres. Plus tard dans l'année, ils sortent leur premier single, le classique instrumental Papa's Got a Brand New Pigbag chez Y Records, distribué par Rough Trade, le titre étant un jeu de mots inspiré du morceau Papa's Got a Brand New Bag de James Brown. Le morceau, et son remix de Paul Oakenfold Reach Up (Papa's Got A Brand New Pigbag), devient un hymne footballistique anglais (en particulier dans la Football League), adopté par le Middlesbrough F.C, souvent chanté et joué avant un match ou durant la mi-temps. 
Entre septembre et octobre 1981, le groupe tourne aux États-Unis, jouant à New York, Philadelphie, Washington DC, Northampton, San Francisco et Oakland. Ils suivent le succès de Papa... avec un morceau similaire appelé Sunny Day. En avril 1982 le groupe publie son premier album, Dr Heckle and Mr Jive, qui est un énorme succès.
Le groupe effectue deux apparitions à l'émission Top of the Pops, les 8 et 22 avril 1982, en présence de Brian Nevill et Paul « Nellee » Hooper (producteur pour Björk, Madonna et Soul II Soul). Le 27 avril 1982, une nouvelle formation, qui comprend Brian Nevill et Oscar Verden, commence à répéter. Le groupe change légèrement d'orientation musicale publiant The Big Bean, qui est plus lent. Il est enregistré aux Abbey Road Studios les 5 et 6 juin 1982.
Underwood et Jaeger se marient au Hammersmith Registry Office en 1983. En 1983, le groupe sort un single, Hit the 'O' Deck et l'album enregistré l'année passée, Lend an Ear. Le groupe ensuite du 14 février au 13 mars 1983. Leur tout dernier concert est joué à Portsmouth le 28 avril 1983.
En 2016, The Sun publie un article sur la gymnaste britannique Claudia Fragapane qui utilisera un remix de leur single pour des séances d'entrainement.

## Membres
- Simon Underwood – basse électrique/acoustique
- James Johnstone – saxophone alto, guitare
- Chris Lee – trompette, batterie
- Ollie Moore – saxophone ténor/baryton
- Roger Freeman – trombone, claviers, percussions
- Andy « Chip » Carpenter – batterie, percussions
- Chris Hamlin – clarinette, percussions
- Mark Smith – basse
- Brian Nevill - saxophone soprano, percussions
- Oscar Verden – trombone, claviers
- Angela Jaeger – chant

## Discographie
- 1982 : Dr Heckle and Mr Jive
- 1983 : Lend an Ear
- 1983 : Pigbag
- 1983 : Favourite Things
- 1987 : Discology (Best of Pigbag)
- 1998 : BBC Sessions
- 2000 : Dr Heckle and Mr Jive (réédition)
- 2010 : Volume 1 Dr Heckle and Mr Jive (réédition)
- 2010 : Volume 2 Lend an Ear (réédition)